# Axel Nilsson Ryning

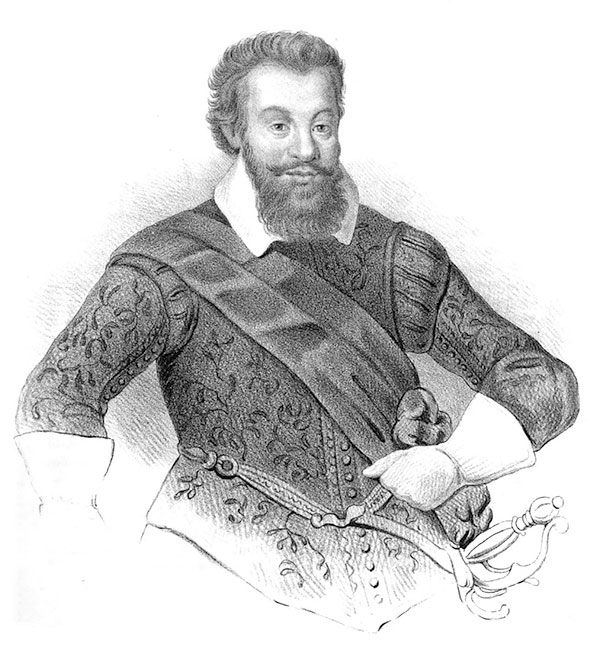
Axel Ryning

Freiherr Axel Nilsson Ryning (* 1552; † 8. Januar 1620 auf Schloss Penningby) war ein schwedischer Reichsadmiral und Staatsmann.

## Leben

### Herkunft und Familie
Axel Ryning entstammte einem dem schwedischen Herrenstand angehörenden Geschlecht. Seine Eltern waren der schwedische Staatsmann Nils Eriksson Ryning († 1578) und Ingeborg Eriksdotter, geborene Trolle († 1590). Er vermählte sich mit Margareta Claesdotter Bielke (1584–1629), hinterließ jedoch keine Kinder.

### Werdegang
Ryning begann seine Laufbahn 1577 als Kammerjunker bei Herzog Carl. Er begleitete diesen nach Deutschland und war spätestens 1584 auch dessen fürstlicher Rat. Zu Unterhandlungen mit den Russen nach Narwa wurde er 1590 entsandt. Bach Holstein wurde er 1592 entsandt, um Herzog Carls Braut, Christine von Holstein-Gottorp (1573–1625) abzuholen. In den Jahren 1593/1594 bis 1598 war er Statthalter des Stockholmer Schlosses. 1599 und 1602 wurde er nach Dänemark zu Unterhandlungen entsandt. Von 1599 bis 1602 war er Gouverneur von Viborg und avancierte 1601 zum Reichsrat. Reichsadmiral war er in den Jahren 1602 bis 1612. In dieser Zeit war er von 1605 bis 1608 auch Statthalter in Reval bzw. im Herzogtum Estland sowie seit 1611 Statthalter von Nyköping und Lagman in Södermanland. Von 1612 bis zu seinem Tod war er Reichsmarschall. Anlässlich der Krönung Gustav II. Adolfs 1617 erhielt Ryning den Ritterschlag. Er wurde am 16. Juli 1620 in der Länna Kirche in Uppland begraben.